# Dymitr (książę tatarski)
Dymitr (łac. Demetrius Princeps Tartarorum) (XIV w.) – książę tatarski panujący nad ziemią pomiędzy górnym biegiem rzek Prutu i Dniestru, aż do wybrzeża Morza Czarnego.
Jest wspomniany w Kronice litewsko-ruskiej jako jeden z trzech tatarskich braci, dowódców w Bitwie nad Sinymi Wodami w 1362 lub 1363 roku. Został też wymieniony w przywileju królewskim, wydanym 22 czerwca 1368 przez Ludwika Węgierskiego jako "Pan Demetriusz, książę  Tatarów" (Dominus Demetriusz princeps Tartarorum). 